# Муниципальная облигация

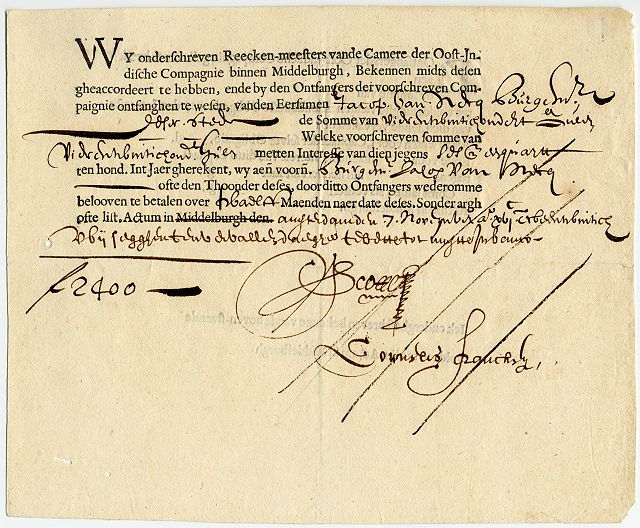
Облигация выпущенная Голландской Ост-Индской компанией в 1623 году

Муниципальные облигации — облигации, выпускаемые городскими, местными властями в виде займа под муниципальную собственность с целью финансирования различных проектов. Обычно доход от муниципальных облигаций освобожден от государственного и местного налогов.
Муниципальные облигации включают в себя ценные бумаги, выпущенные штатами, городами, округами, городскими органами управления, платными автодорогами. 